# 象鼻街道
象鼻街道，是中华人民共和国四川省宜宾市翠屏区下辖的一个乡镇级行政单位。

## 行政区划
象鼻街道下辖以下地区：
金象社区、振兴社区、竹林村、十里社区村、杨柳村、元水村、沙坝村、新旗村、四华村、观音村、华家村、大林村、红坝村、天顺村、桂家村、大地社区村、龙泉社区村、方碑村、观斗社区村、一品村、大麦村和方水井社区村。